# Salomon Adler

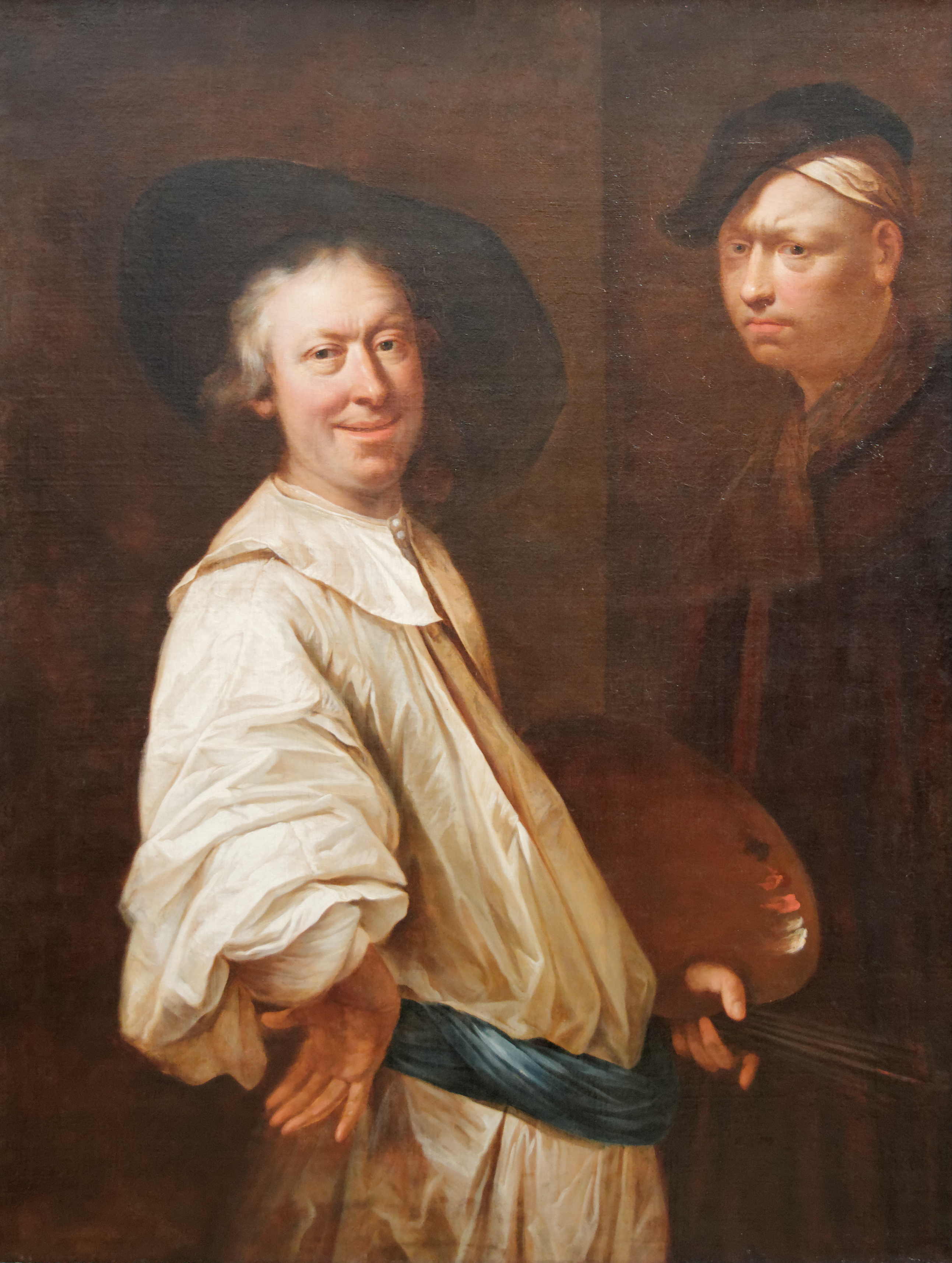
Självporträtt av Salomon Adler.

Salomon Adler, född 1630 i Danzig (nu Gdańsk), död 1709 i Milano, var en tysk målare under barockperioden. Han var aktiv som porträttkonstnär i Milano och Bergamo. Adler var Fra Galgarios mentor.